# Maj-Lis Rosenbröijer
Enni Maj-Lis Rosenbröijer, född Backman 4 februari 1926 i Pyttis i Kymmenedalen, död 11 november 2003 i Hagalund i Esbo, var en finlandssvensk landskapsarkitekt.

## Biografi
Maj-Lis Rosenbröijer växte upp i Lovisa i Finland. Rosenbröijer avlade studentexamen år 1946 och började därefter studera vid Helsingfors universitets agrikultur-forstvetenskapliga fakultet. Rosenbröijer fortsatte sina studier vid Det Kongelige Danske Kunstakademi i Köpenhamn. Där specialiserade hon sig på trädgårdsarkitektur. När hon utexaminerades från Det Kongelige Danske Kunstakademin flyttade hon tillbaka till Finland och grundade sin egen landskapsarkitektbyrå 1957.
Rosenbröijer gifte sig med diplomingenjör Lars-Magnus Rosenbröijer år 1953.

## Arbeten
Omkring 1960 anordnade Helsingfors stad och Helsingfors trädgårdssällskap en arkitekturtävling om en ny park i Alphyddan i Helsingfors. Rosenbröijer vann tävlingen och parken, som sedan 1970 heter Leninparken, är ett av hennes mest kända verk. Rosenbröijer planerade också restaureringen och utvidgningen av Gullrandas trädgård i Nådendal på 1960-talet. Till hennes andra kända verk hör bland annat Saima kanals gränsövergång, Finlands ambassads trädgård i New Delhi, Sjundeå bads trädgård, Talluddens trädgård och landskapsplanering av Nokia Abp:s huvudkontor i Kägeludden i Esbo.